# XI Giochi paralimpici invernali
Gli XI Giochi paralimpici invernali si sono svolti a Soči (Russia) dal 7 al 16 marzo 2014. La stessa località aveva ospitato i XXII Giochi olimpici invernali dal 7 al 23 febbraio 2014. In questa edizione ha fatto il suo debutto lo snowboard paralimpico, inserito nel programma dello sci alpino.
Alcune gare sono state disputate nella stazione sciistica di Krasnaja Poljana a circa 45 km dalla città olimpica, mentre il villaggio olimpico era ospitato nella cittadina di Adler, a circa 28 km da Soči. È stata la prima manifestazione paralimpica ospitata dalla Russia.

## Assegnazione
L'elezione della città organizzatrice dei Giochi olimpici e paralimpici si è tenuta il 4 luglio 2007 a Città del Guatemala, durante la 119ª sessione del Comitato Olimpico Internazionale. Sette città avevano presentato ufficialmente la loro candidatura e Soči ha prevalso sulle altre due finaliste, Salisburgo e Pyeongchang

## Sviluppo e preparazione

### Sedi di gara

Mappa della zona del parco olimpico

Mappa della stazione sciistica di Krasnaja Poljana (mappa interattiva)

I giochi sono stati organizzati interamente nella municipalità di Soči, ma suddivisi in due luoghi: un gruppo di impianti ad Adler e uno sulle montagne, a Krasnaja Poljana. Il Parco olimpico di Adler è sul litorale del Mar Nero, nella piana Imereti. Tutti gli edifici sono stati realizzati attorno a un bacino centrale d'acqua, su cui sorge la piazza delle medaglie.
| Impianto                            | Località         | Sport                                       | Inaugurazione | Capacità |
| ----------------------------------- | ---------------- | ------------------------------------------- | ------------- | -------- |
| Centro Cubo di Ghiaccio del Curling | Adler            | Curling                                     | 2012          | 3 000    |
| Stadio Laura                        | Krasnaja Poljana | Biathlon Sci di fondo                       | 2013          | 7 500    |
| Roza Chutor Extreme Park            | Krasnaja Poljana | Sci alpino (snowboard)                      | 2012          | 6 250    |
| Roza Chutor                         | Krasnaja Poljana | Sci alpino                                  | 2012          | 7 500    |
| Šajba Arena                         | Adler            | Hockey su slittino                          | 2013          | 7 000    |
| Stadio Olimpico Fišt                | Adler            | Cerimonia di apertura Cerimonia di chiusura | 2012          | 40 000   |

#### Villaggi olimpici
- Adler
- Krasnaja Poljana

#### Media centre
- Adler

### Simboli

#### Motto
Il motto è lo stesso dei XXII Giochi olimpici invernali, rivelato cinquecento giorni prima della data prefissata per la cerimonia di apertura: Hot.Cool.Yours. (in lingua inglese; traduzione: "Calde.Fredde.Tue.") e nell'intento degli organizzatori vuole identificare con la parola hot l'intensità delle gare e la passione degli sportivi, oltreché individuare la città di Soči, posta nel Sud della Russia; cool simboleggia i Giochi olimpici invernali e la percezione di "glaciale" come viene comunemente intesa la popolazione russa; con il termine yours invece si vuole indicare il coinvolgimento personale di ogni singolo spettatore.

#### Mascotte
Per scegliere le mascotte dei Giochi olimpici il comitato organizzatore ha istituito un concorso aperto in un primo tempo ai soli cittadini russi, ma che è stato successivamente esteso a livello internazionale. Una giuria di esperti ha valutato i 24 000 disegni ricevuti dal 1º settembre al 5 dicembre 2010 e tra tutti questi ha scelto una lista di dieci mascotte per i Giochi olimpici e tre per quelli paralimpici che successivamente sono state oggetto di una votazione pubblica nel corso di un programma televisivo il 26 febbraio 2011.
Le mascotte scelte sono due pupazzi antropomorfi: Raggio di luce e Fiocco di neve.

## I Giochi

### Paesi partecipanti
Sono 45 le nazioni che hanno partecipato a questa edizione dei Giochi, tre in più della precedente edizione: hanno fatto il loro debutto paralimpico invernale Brasile, Turchia e Uzbekistan, tra parentesi gli atleti partecipanti.
Di seguito sono elencati i paesi partecipanti:
- Andorra (1)
- Argentina (3)
- Armenia (1)
- Australia (9)
- Austria (13)
- Belgio (2)
- Bielorussia (10)
- Bosnia ed Erzegovina (2)
- Brasile (2)
- Bulgaria (2)
- Canada (54)
- Cile (2)
- Cina (10)
- Corea del Sud (27)
- Croazia (2)
- Danimarca (2)
- Finlandia (13)
- Francia (14)
- Germania (13)
- Giappone (20)
- Grecia (1)
- Iran (1)
- Islanda (2)
- Italia (34)
- Kazakistan (5)
- Messico (1)
- Mongolia (1)
- Norvegia (31)
- Nuova Zelanda (3)
- Paesi Bassi (7)
- Polonia (7)
- Gran Bretagna (12)
- Rep. Ceca (18)
- Romania (1)
- Russia (68)
- Serbia (1)
- Slovacchia (16)
- Slovenia (1)
- Spagna (7)
- Stati Uniti (74)
- Svezia (22)
- Svizzera (8)
- Turchia (2)
- Ucraina (23)
- Uzbekistan (2)

### Discipline
Il programma paralimpico ha previsto competizioni in 5 discipline:
| Disciplina            | Maschile | Femminile | Misti | Totali |
| --------------------- | -------- | --------- | ----- | ------ |
| Biathlon              | 9        | 9         |       | 18     |
| Curling in carrozzina |          |           | 1     |        |
| Hockey su slittino    |          |           | 1     |        |
| Sci alpino            | 16       | 16        |       | 32     |
| Sci di fondo          | 10       | 10        |       | 20     |
| Totale (5 discipline) | 35       | 35        | 2     | 72     |

### Calendario degli eventi
| ● | Cerimonia d'apertura |  | Competizioni |  | Finali | ● | Cerimonia di chiusura |

|                       | Ven | Sab | Dom | Lun | Mar | Mer | Gio | Ven | Sab | Dom | Totale |
| marzo                 | 7   | 8   | 9   | 10  | 11  | 12  | 13  | 14  | 15  | 16  |        |
| --------------------- | --- | --- | --- | --- | --- | --- | --- | --- | --- | --- | ------ |
| Cerimonia d'apertura  | ●   |     |     |     |     |     |     |     |     |     |        |
| Biathlon              |     |     | 6   |     |     | 6   |     | 6   |     |     | 18     |
| Curling               |     |     |     |     |     |     |     |     | 1   |     | 2      |
| Hockey su slittino    |     |     |     |     |     |     |     |     | 1   |     | 2      |
| Sci alpino            |     | 6   | 3   | 3   |     | 3   | 3   | 8   | 3   | 3   | 32     |
| Sci di fondo          |     |     | 2   | 4   |     | 6   |     |     | 2   | 6   | 20     |
| Cerimonia di chiusura |     |     |     |     |     |     |     |     |     | ●   |        |
| Medaglie              |     | 12  | 5   | 7   | 12  | 6   | 3   | 11  | 7   | 9   | 72     |
| marzo                 | 7   | 8   | 9   | 10  | 11  | 12  | 13  | 14  | 15  | 16  |        |
|                       | Ven | Sab | Dom | Lun | Mar | Mer | Gio | Ven | Sab | Dom | Totale |

## Medagliere
| Posizione | Paese         |    |    |    |    |
| --------- | ------------- | -- | -- | -- | -- |
| 1         | Russia        | 30 | 28 | 22 | 80 |
| 2         | Germania      | 9  | 4  | 1  | 14 |
| 3         | Canada        | 7  | 3  | 6  | 16 |
| 4         | Ucraina       | 5  | 9  | 11 | 25 |
| 5         | Francia       | 5  | 3  | 4  | 12 |
| 6         | Slovacchia    | 3  | 2  | 2  | 7  |
| 7         | Giappone      | 3  | 1  | 2  | 6  |
| 8         | Stati Uniti   | 2  | 6  | 10 | 18 |
| 9         | Austria       | 2  | 5  | 4  | 11 |
| 10        | Gran Bretagna | 1  | 3  | 2  | 6  |
| 11        | Norvegia      | 1  | 2  | 1  | 4  |
| 11        | Svezia        | 1  | 2  | 1  | 4  |
| 13        | Spagna        | 1  | 1  | 1  | 3  |
| 14        | Paesi Bassi   | 1  | 0  | 0  | 1  |
| 14        | Svizzera      | 1  | 0  | 0  | 1  |
| 16        | Finlandia     | 0  | 1  | 0  | 1  |
| 16        | Nuova Zelanda | 0  | 1  | 0  | 1  |
| 18        | Bielorussia   | 0  | 0  | 3  | 3  |
| 19        | Australia     | 0  | 0  | 2  | 2  |